# گراف همکاری

## گراف‌های همکاری
برا مدل کردن همکاری نویسندگان در نوشتن مقالات علمی، می‌توان از یک گراف همکاری استفاده کرد. در یک گراف همکاری ،رئوس، افراد (شاید محدود به اعضای یک انجمن دانشگاهی خاص) را نمایش می‌دهند و یال‌ها در صورتی دو نفر را بهم وصل می‌کند که آن دو نفر، مقاله ای را به طور مشترک نوشته باشند. این گراف، یک گراف ساده است. زیرا شامل یال‌های بدون جهت و حلقه و یال چند گانه ندارد. این طور به دست آمده که گراف همکاری افرادی که به طور مشترک روی مقالات تحقیقاتی در زمینه ریاضی کار می‌کنند، ببیش از ۴۰۰٬۰۰۰ رأس و ۶۷۵٬۰۰۰ یال دارد.

## مسیرها در گراف‌های همکاری
در یک گراف همکاری، دو راأس a و b که نمایش دهنده نویسنده‌ها هستند، توسط یک مسیر مرتبط می‌شوند، اگر یک دنباله از نویسنده‌ها شروع شونده از a و ختم شئنده به b وجود داشته باشد، به طوری که دو نویسنده نشان داده شده توسط نقاط انتهایی هر یال، یک مقاله مشترک نوشته باشند.
در گراف همکاری تمام ریاضی دانان، عدد اردوس ریاضیدان m، طول کوتاه‌ترین مسیر بین m و رأس نمایش دهنده ریاضی‌دان بسیار پرکار، پل اردوس، است. یعنی عدد اردوس یک ریاضی‌دان، طول کوتاترین زنجیره از ریاضی دانان شروع شونده از پل اردوس و ختم شونده به این ریاضی‌دان است، به طوری که هر زوج ریاضی‌دان مجاور، یک مقاله مشترک نوشته باشد.